# Livin' on love
Livin' on love is het derde album van de Nederlandse zangeres Ilse DeLange, en haar tweede studioalbum.
Na haar succesvol debuutalbum World of Hurt, kwam in 1999 het album Dear John uit. Het bevatte een liveregistratie van het optreden in poptempel Pardiso Amsterdam, als afsluiting van de Marlboro Flashbacks Tour. De tour stond in het teken van de zanger John Hiatt, het album bevatte dan ook louter liedjes van Hiatt.
Voor haar tweede studioalbum Livin' on Love ging Ilse terug naar Amerika, waar in 1998 World of Hurt ook was opgenomen. Was World of Hurt nog behoorlijk country, met Livin' on Love ging ze wat meer richting pop/rock.
Het album bereikte een respectabele vijfde positie in de albumcharts, en behaalde een platina plaat.
In oktober 2000 kwam de gelijknamige single uit, die kwam niet verder dan de 37e plek in de Nederlandse Top 40, en de 44e plek in de Single Top 100. In begin 2001 kwam een tweede single uit, I Still Cry, maar die kwam niet in de Top 40 en bereikte de 70e positie in de Single Top 100.
In 2001 ging DeLange op tournee door Nederland, de Living On Love Tour ging langs alle bekende Nederlandse podia.
Ze probeerde in Amerika door te breken met het album, maar uiteindelijk durfden de platenbazen het niet aan om haar muziek uit te brengen, waarna ze besloot om zich volledig op Nederland te richten.
In 2014 werd het album opnieuw uitgebracht, ditmaal op vinyl op het label Music On Vinyl.  De eerste 500 exemplaren daarvan werden uitgebracht op genummerd, 180 grams wit vinyl.

## Tracklist
1. Good Thing (Patty Larkin) (4:09)
2. Naked Heart (Stephanie Bentley / Holly Lamar) (3:55)
3. Ride the Wind to Me (Julie Miller) (4:07)
4. Breathin' (Rob Crosby / Philip White)(3:40)
5. I Still Cry (Julie Miller) (4:38)
6. Beyond Gravity (Marcus Hummon / Annie Roboff)  (3:32)
7. Livin' on Love (Craig Fuller / Gary Nicholson) (4:32)
8. Peaceful in Mine (Jude Cole) (6:03)
9. When You Put It Like That (Carolyn Dawn Johnson) (4:37)
10. Always Overcome (Alisa Carroll / George Marinelli Jr.)   (4:49)
11. Breathe In, Breathe Out (Hillary Lindsey / Tia Sillers) (4:56)
12. Everywhere I Go (Wayne Kirkpatrick) (3:54)

## Muzikanten
- Ilse DeLange - zang en gitaar
- Kenny Greenberg  - Elektrische gitaar
- Blue Miller      - Akoestische gitaar
- John Jarvis      - Keyboards, piano & organ
- Michael Rhodes   - Bass
- Eddie Bayers     - Drums
- Tom Roady        - Percussie
- Jeff Savage      - Synthesizer Programming